# Royal Mint
The Royal Mint en français : « Monnaie royale » est une agence exécutive du Royaume-Uni chargée de la frappe de la monnaie britannique, la livre sterling. Cet organisme gouvernemental produit l'ensemble des pièces de monnaie en circulation dans ce pays, mais aussi des pièces commémoratives, des médailles officielles et des monnaies destinées à d'autres États. 
La production de billets est du seul ressort de la Banque d'Angleterre.
Le siège de l'hôtel des monnaies a longtemps été dans l'enceinte de la tour de Londres, sur Tower Hill, à l'emplacement de l'ancienne abbaye d'Eastminster : il existe une ruelle londonienne appelée Mint Street dans l'enceinte extérieure de la forteresse. Son origine remonte à la fin du IXe siècle.
Entre 1700 et 1727, Isaac Newton fut Master of The Mint ; cette charge honorifique fut supprimée en 1879.

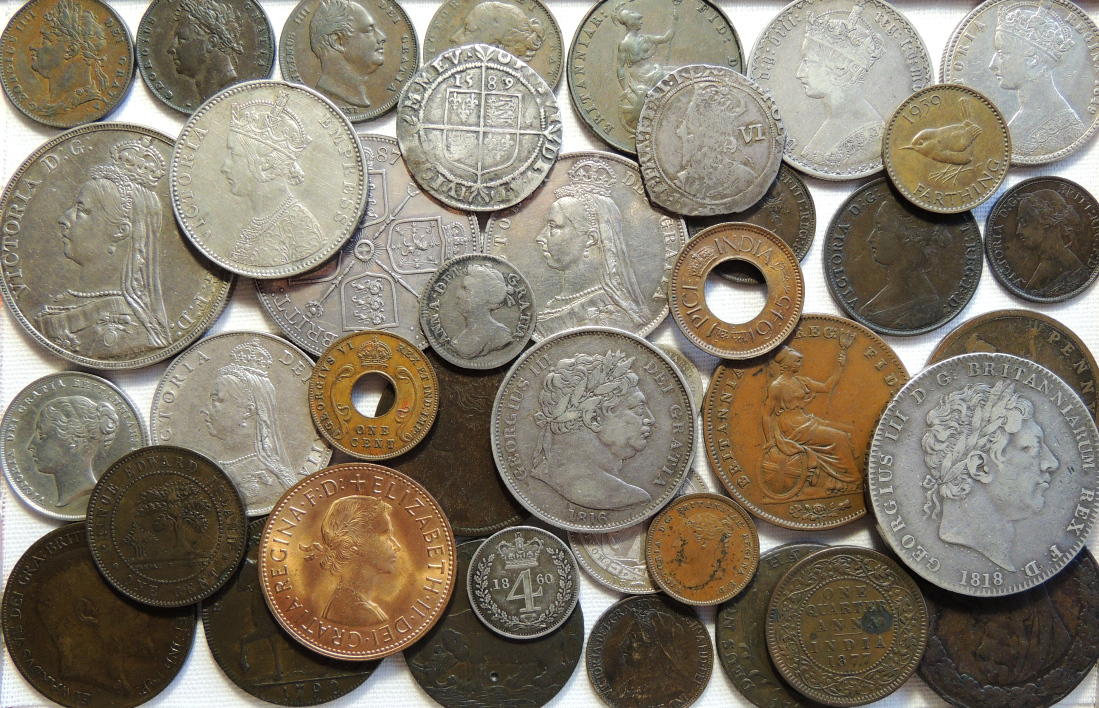
Monnaies de différentes années de la Monnaie Royale

En 1788, Matthew Boulton fonde une manufacture à Handsworth, près de Birmingham, appelée Soho Mint, et propose à la Royal Mint de fabriquer les pièces de monnaie courantes en cuivre destinées au seul Royaume-Uni ; la production de ces pièces avait été suspendue depuis la fin des années 1770, du fait de nombreuses contrefaçons. Les frappes gérées par Boulton sont d'une grande qualité, utilisant des graveurs talentueux et des balanciers à vapeur calqués sur la machine de Watt.
Actuellement, le principal site de production est installé à Llantrisant, en Galles du sud.

## Graveurs des monnaies
Theobald of Lisson Green est mentionné dans les années 1060 comme « Cutter of the Dies of All England » (graveur des coins de toute l'Angleterre). À compter des années 1260, le poste de Serjeant of the Dies est créé. Un siècle plus tard, la charge d'Engraver of the Tower Mint est instituée. Sous Henri VIII, Henry Norris et Thomas Wriothesley occupent successivement ce poste. En 1630, le roi d'Angleterre Charles Ier Stuart donne au Français Nicolas Briot, le quasi-monopole de la fabrication des médailles qui y introduit la frappe au balancier.
À compter du XVIIIe siècle, le poste d'« assistant engraver » et de chief engraver comprend les médailleurs suivants :
- John Croker (1705-1741), chef
- John Sigismund Tanner (1741-1773)
  - Thomas Pingo (1771-1776), assistant
- Richard Yeo (1773-1779), chef
- Lewis Pingo (1779-1815), chef
  - John Milton (1787−1797), assistant[3]
  - Nathaniel Marchant (1797-1815)[4]
- Thomas Wyon (1815-1817)
- 1817-1821 : poste vacant
- Benedetto Pistrucci (1821-1828)
  - Jean Baptiste Merlen (en)
- William Wyon (1825-1851)
- Leonard Charles Wyon (en) (1851-1891)
  - Joseph Edgar Boehm, graveur
  - Thomas Brock, graveur
- George William de Saulles (en) (1892-1903)
- Bertram Mackennal (en)
- Humphrey Paget (en)
- Mary Gillick
- Arnold Machin
- Raphael Maklouf
- Ian Rank-Broadley (en)
- Matthew Dent
- Jody Clark (en)